# Malles Venosta
Malles Venosta (németül: Mals) település Olaszországban, Bolzano autonóm megyében. Lakosainak száma 5246 fő (2023. január 1.). Malles Venosta Glorenza, Senales, Silandro, Tubre, Curon Venosta, Lasa (Dél-Tirol), Sluderno, Scuol, Sent és Sölden községekkel határos.

## Népesség
A település népességének változása:
| Lakosok száma | 5162 | 5225 | 5265 | 5246 |
|               | 2015 | 2017 | 2018 | 2023 |